# Alexander Korthals Altes
Alexander (Sander) Korthals Altes (Amsterdam, 22 april 1931 – Maarssen, 13 mei 1988) was een Nederlands jurist gespecialiseerd in het burgerlijk recht en het handelsrecht. Korthals Altes was hoogleraar aan de Universiteit Utrecht.
Korthals Altes volgde het gymnasium-alpha en studeerde vervolgens rechten aan de Universiteit Leiden. Tijdens zijn studie was hij redacteur van het literaire studententijdschrift Minerva (samen met o.a. H.J.A. Hofland). Ook publiceerde hij een dichtbundel getiteld Fossielen (1955) en een bloemlezing van Leidse dichters voor het 76e lustrum van de universiteit getiteld Leidse letters. Een bloemlezing, met werk van onder anderen Nicolaas Beets. Na zijn Leidse tijd studeerde hij nog enige tijd in New York. Op 26 juni 1973 promoveerde Korthals Altes aan de Universiteit van Amsterdam cum laude op het proefschrift Prijs der zee. Raakvlak van redding, strandrecht en wrakwetgeving; promotor was G.J. Scholten.
In 1975 werd Korthals Altes benoemd tot lector handelsrecht aan de Universiteit Utrecht; zijn openbare les, gehouden op 21 september 1977, was getiteld Deinend zeerecht. Op 1 januari 1980 werd hij benoemd tot gewoon hoogleraar handelsrecht aan de Universiteit Utrecht; zijn oratie was getiteld Πολλα τα δεινα. In 1984 werd hij verkozen tot lid van de Koninklijke Hollandsche Maatschappij der Wetenschappen. Naast zijn werk op het gebied van het handels- en zeerecht publiceerde hij ook verschillende boeken over de Tweede Wereldoorlog in Nederland, waaronder Luchtgevaar. Luchtaanvallen op Nederland 1940-1945 (1984) en September 1944. Operation Market Garden (1987). Hij overleed in 1988 op 57-jarige leeftijd.
Korthals Altes was een telg uit het patriciaatsgeslacht Altes, dat in 1950 werd opgenomen in Nederland's Patriciaat. Hij was de zoon van advocaat Regorus Korthals Altes en Louise van Eeghen; zijn jongere broer Everhard was landsadvocaat en later vicepresident van de Hoge Raad der Nederlanden. Hun oom Everhardus Johannes Korthals Altes was ook raadsheer in de Hoge Raad; zijn zoon Frits Korthals Altes werd minister van Justitie en voorzitter van de Eerste Kamer.